# هوا جيو فينج
 سو تشو  (بالصينية: 华国锋) (16 فبراير 1921 - 20 أغسطس 2008)، المعروف باسم  هوا جيو فينج . هو خليفة ماو تسي تونغ كزعيم للحزب الشيوعي الصيني وجمهورية الصين الشعبية. بعد وفاة تشو إن لاى في عام 1976 خلفه كرئيس وزراء لجمهورية الصين الشعبية. وبعد شهور، توفي ماو، فخلفه هوا رئيسا للحزب الشيوعى الصينى، مما أثار دهشة واستياء جيانغ كينغ وباقي عصابة الأربعة. أنهى هوا الثورة الثقافية وأطاح بعصابة الأربعة من السلطة السياسية، ولكن بسبب إصراره على استمرار الماوية، أطيح به بعد بضع سنوات بواسطة دينج شياو بينج، الذي أجبر هوا على التقاعد المبكر.

## وصلات خارجية
- هوا جيو فينج على موقع الموسوعة البريطانية (الإنجليزية)
- هوا جيو فينج على موقع مونزينجر (الألمانية)
- هوا جيو فينج على موقع إن إن دي بي (الإنجليزية)
- Official biography of Hua Guofeng (in Chinese), Xinhua News Agency 31 August 2008